# Kishanda (Muleba)
Kishanda ist ein Bezirk (Ward) des Distriktes Muleba in der tansanischen Region Kagera.

## Geografie
Kishanda liegt im Nordwesten von Tansania westlich vom Victoriasee. Die Fläche des Bezirks beträgt 37 Quadratkilometer, bei der Volkszählung 2022 wohnten 17.364 Menschen in 4117 Haushalten.

## Gliederung
Der Bezirk besteht aus vier Gemeinden (Mtaa) mit 22 Orten (Kitongoji):
| Kabulala - Nyakihanga - Kahimbo - Bwejwera - Kitanga - Buyanzi - Mutoma | Kishanda - Mabira - Kahyoro - Kyaruguru - Ngarama - Bujumba - Kabungingo | Ihunga - Nyerere - Buhigiza - Kigemu - Kahyoro | Mulela - Buheta - Rwanga - Kituntu - Kamugaba - Ruhanga - Karela |

## Infrastruktur
- Bildung: Die Secondary School Kishanda ist eine 2013 eröffnete Schule, die Mädchen und Burschen bis zur 4. Stufe ausbildet.[6][7]
- Gesundheit: Die Apotheke in Kishanda bietet unter anderem Malaria-Diagnose und -Erstbehandlung, HIV-Pflege und -Behandlung, Mutter-Kind-Pflege sowie kleine chirurgische Eingriffe.[8]